# ギンザケ
ギンザケ（銀鮭、学名: Oncorhynchus kisutch）は、サケ目サケ科に属する魚類の1種。別名: コーホーサーモン、シルバーサーモン。
天然ではロシア沿海地方から千島列島、アメリカ合衆国カリフォルニア州にかけての北部太平洋地域に生息し、日本国内の河川には遡上しない。外観はシロザケに似ているが、肌目が銀色で背部から尾にかけて小さな黒点を有する。

## 生態
河川の上流域まで遡上し、流れの早い浅瀬を選んで産卵する。産卵は10月から翌年2月頃に行われる。外観のみならず産卵行動もシロザケと基本的に似ていて、産卵床は湧水のある砂利層を好み形成する。
産卵後2-3か月程度で孵化・浮上した稚魚は、1-2年間淡水生活をした後に降海して海洋生活へと移行するが、浮上後すぐに降海する個体もいる。サクラマスのように川に残留する個体はほとんどいない。河口付近に棲み、群れを作らずに流れの緩い深みで縄張りを作って生活する。河川での餌は水生昆虫が中心。
体長10-15cmくらいでスモルト化した個体は降海する。降海は、アメリカでは4-5月、千島列島北部では7-8月。3年から4年（海洋生活の開始後1年から2年）で成熟し、50cmから65cmにまで成長した後に母川回帰する。日本での回帰個体の漁獲を目的とする放流は、1974年と翌年の標津川、1978年の伊奈仁川などがあるが、夏期の温度上昇のために定着しなかった。以来、放流は行われていない。最大1mにも達する。
ごくまれに、迷いサケとなった遡上個体が北海道の河川で捕獲されることもある。2011年の東北地方太平洋沖地震津波で養殖用の生け簀が大量に流出した直後には、三陸地方でも遡上が確認された。
海洋では魚食性が強いと言われる雑食性で、主にイカを捕食する。シロザケやベニザケの分布域よりやや南の海域に分布し、至適水温は9℃程度である。また、表面水温16℃以上の海域では捕獲されたことがない。

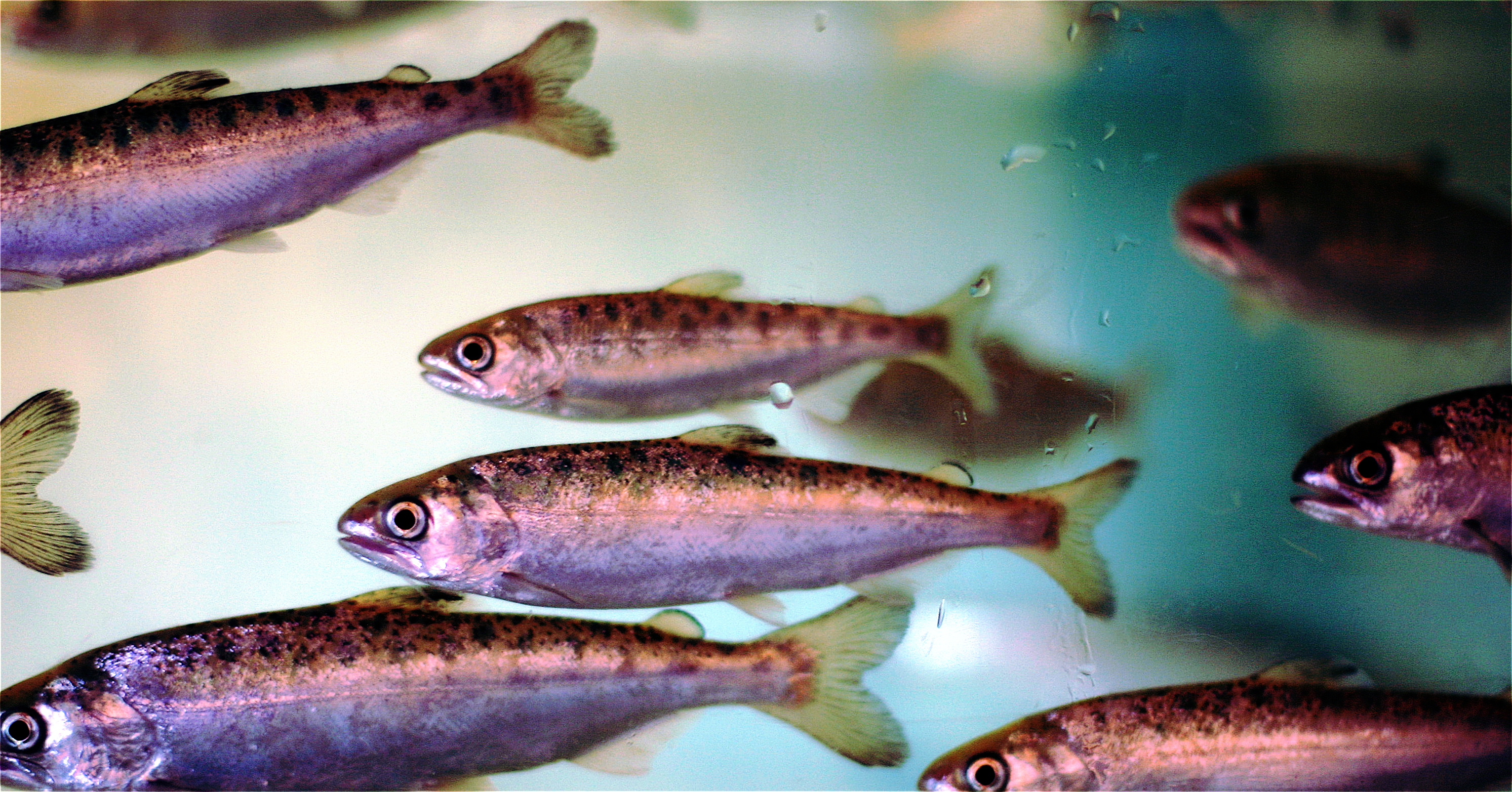
スモルト
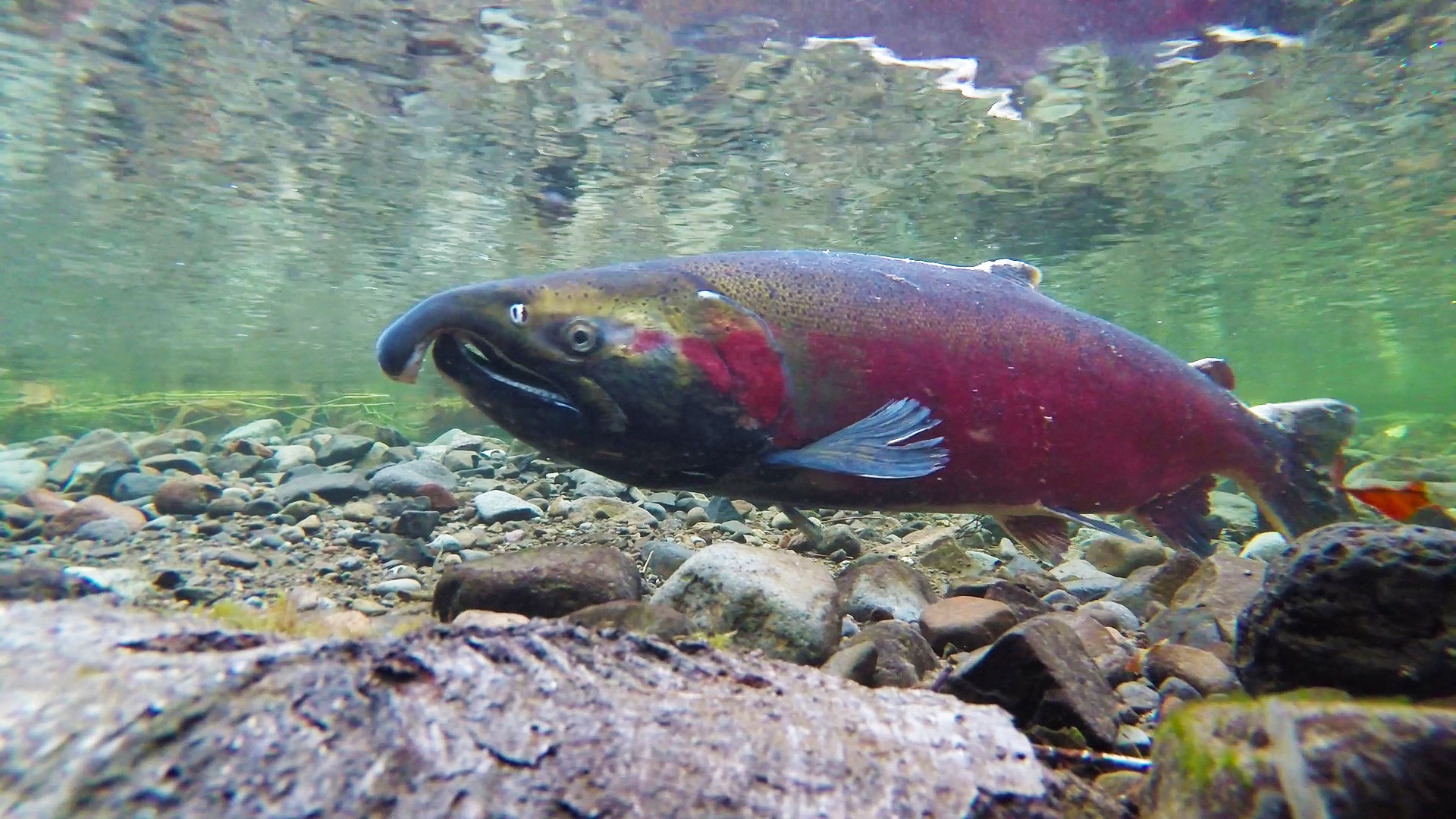
産卵期のオス
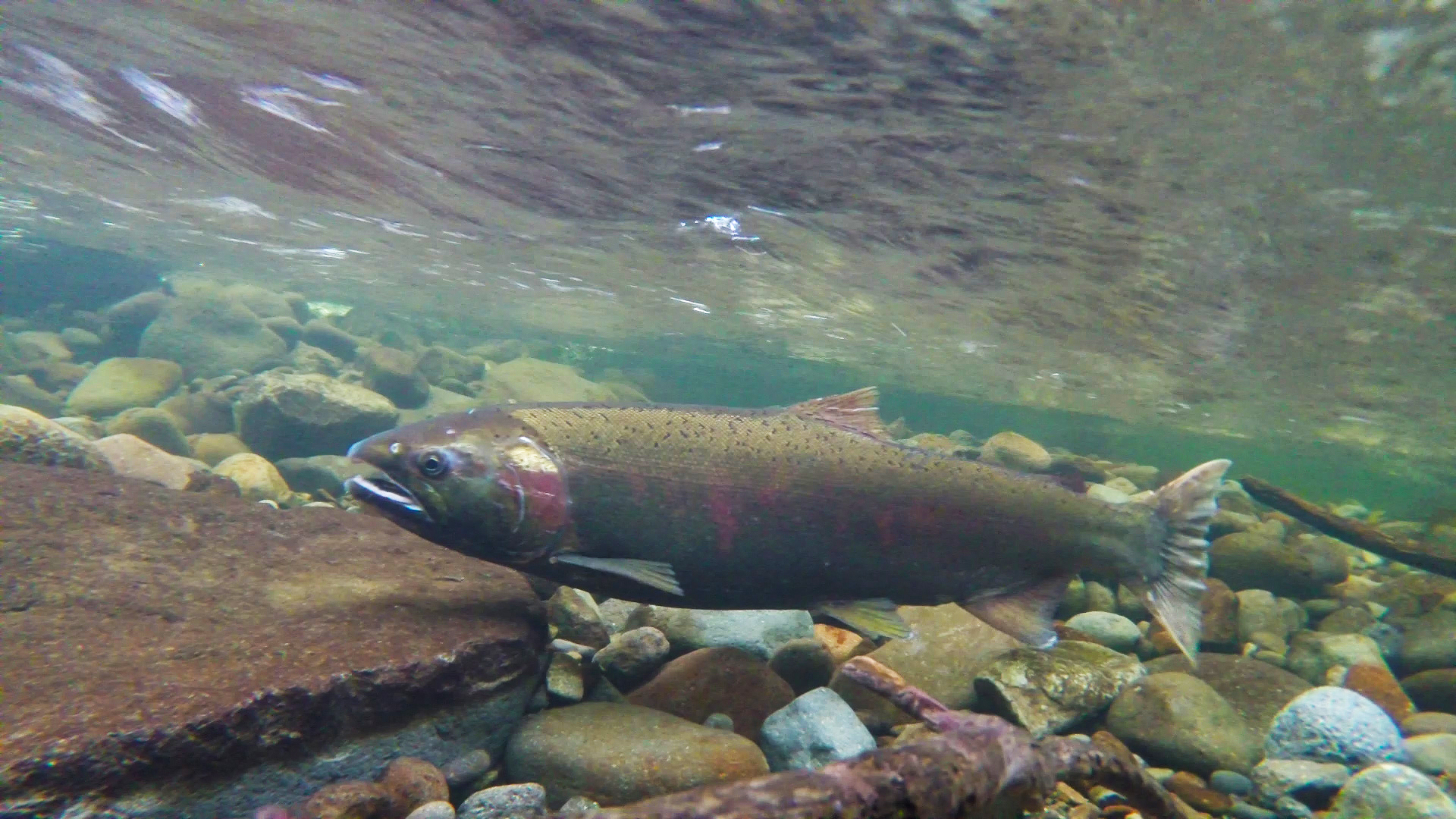
産卵期のメス
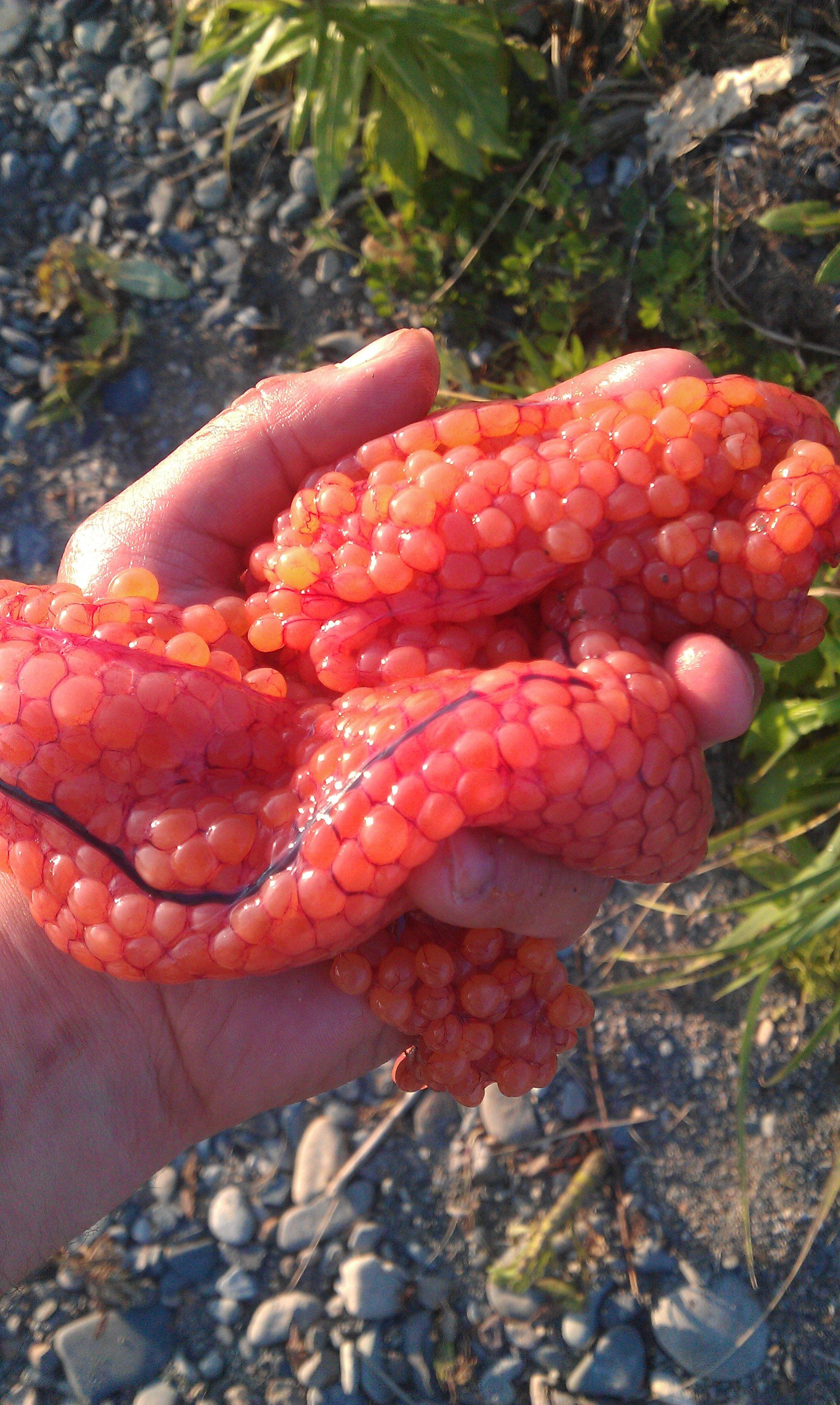
卵巣（筋子）

## 水産
五大湖に移植されたほか、宮城県やチリでの海面養殖が行われている。

### 漁獲

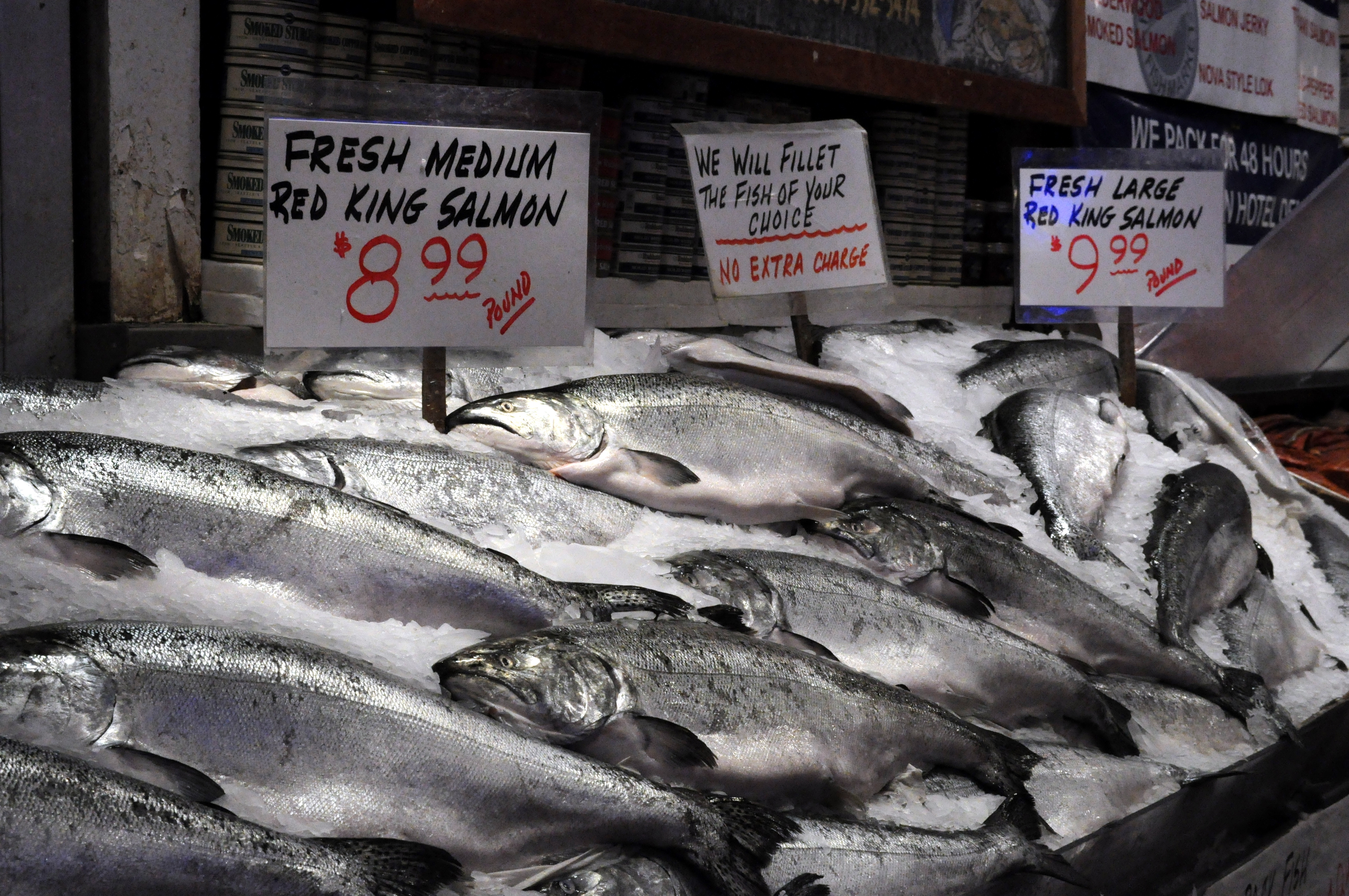
市場に並ぶギンザケ

かつてはオホーツク海やベーリング海での北洋漁業で捕獲されていたが、資源保護の為の漁獲量制限や操業海域の縮小などにより、捕獲はほとんど行われていない。

### 日本での養殖
成長が早い事から注目され、1976年に宮城県志津川湾で海面養殖が開始された。1993年まではアメリカからの輸入卵を使用し、最盛期の1991年には27,000トンあまりが生産されたが、低価格なチリ産の影響を受けて低迷し、年間10,000トン程度の生産量となった。さらに2011年、東北地方太平洋沖地震発生時の津波（東日本大震災）により、養殖施設に壊滅的な打撃を受けた。
しかしその後、復興の補助金事業等もあったことから2014年には生産量・生産額が震災前の水準にまで回復し，その後も養殖経営体数を含め、震災前を上回る水準で推移している。
大手商社の三井物産は、チリの大手サケ養殖業者のマルチエキスポートと新会社を設立。三菱商事もチリの養殖会社を総額100億円で買収した。

### 飼育方法
スモルト化するまで淡水で養殖して海水順応させた後、生け簀で海面養殖する。淡水でも成熟・産卵する。餌には、スケトウダラのすり身を主原料とした配合飼料を使用する。
海水温が18℃を超えると死亡する個体が増加し、21℃を超えるとほぼ全滅する。

## 利用
シロザケやベニザケの代用で、昭和中頃より食用にされている。養殖の普及と成長の早さから比較的安価であるのにもかかわらず脂が乗っていて美味なため、切り身、塩鮭、コンビニエンスストアのおにぎりなどによく用いられる。